# نوربرت فاركاس (لاعب كرة قدم)
نوربرت فاركاس هو لاعب كرة قدم مجري في مركز الوسط، ولد في 29 يونيو 1992 في سيكشفهيرفار في المجر. شارك مع منتخب المجر تحت 19 سنة لكرة القدم ومنتخب المجر تحت 21 سنة لكرة القدم. أما مع النوادي، فقد لعب مع بوشكاش أكاديميا.

## وصلات خارجية
- نوربرت فاركاس (لاعب كرة قدم) على موقع اتحاد المجر (الهنغارية)
- نوربرت فاركاس (لاعب كرة قدم) على موقع قاعدة بيانات كرة القدم.إي يو (الإنجليزية)
- نوربرت فاركاس (لاعب كرة قدم) على موقع Soccerway.com (الإنجليزية)